# Jefe supremo de Fiyi
Jefe supremo de Fiyi fue el título que tomó la reina Isabel II del Reino Unido en Fiyi hasta 2012. Fue reconocida por el Gran Consejo de Jefes, pero carecía de cualquier poder legal, de hecho, la Constitución de Fiyi establece que el país es una república. Hasta 1987, la reina era la jefa de Estado, cargo que descargaba en la figura de un gobernador general de Fiyi. Tras un golpe de Estado ocurrido ese año, el puesto de jefe de Estado pasó al presidente de Fiyi.
- Datos: Q2962053